# Lingora plicata
Lingora plicata is een schietmot uit de familie Conoesucidae. De soort komt voor in het Australaziatisch gebied.